# Julius Lieban

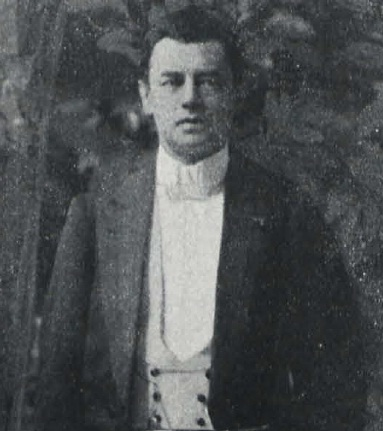
Julius Lieban, 1902

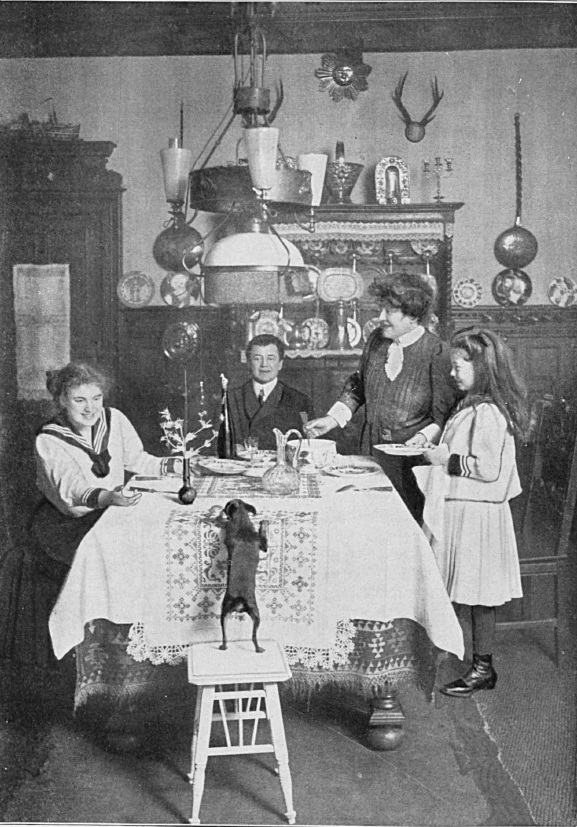
Julius Lieban mit seiner Familie, 1908. Foto von R. Siegert.

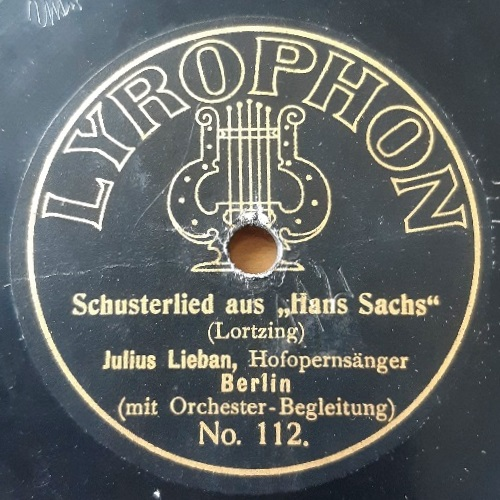
Schallplatte von Julius Lieban (Berlin 1906)

Julius Lieban (* 19. Februar 1857 in Lundenburg, Mähren; † 1. Februar 1940 in Berlin) war ein österreichisch-deutscher Opernsänger (Tenor).

## Leben
Lieban war Sohn eines Chasans und erlernte in seiner Jugend schon von Zigeunern Geige zu spielen. Später besuchte er das Konservatorium der Gesellschaft der Musikfreunde in Wien, studierte Gesang bei Josef Gänsbacher und kam als Violinist ans hiesige Theater. Danach sang er am Stadttheater in Leipzig und an der Komischen Oper in Wien als Buffo. Im Jahr 1881 nahm er an der Wagner-Tournee von Angelo Neumann teil. Richard Wagner hielt ihn für den besten Mime-Sänger, jedoch wurde er nie zu den Bayreuther Festspielen eingeladen. Ab 1883 war er als Tenorbuffo Mitglied der Hofoper in Berlin; später sang er auch am neugegründeten Deutschen Opernhaus in Charlottenburg. Von dem Kgl. Hofopernsänger sind u. a. Aufnahmen aus Fortunios Lied und dem Mikado bekannt. Im Jahr 1908 wurde Lieban zum Kammersänger ernannt. Noch 1933 hat er mit über 70 an der Staatsoper den Mime gesungen. Zu Gastspielen war er an vielen großen Opernbühnen in ganz Europa erfolgreich engagiert. Zuletzt wirkte er in Berlin als Gesangslehrer. Er war von 1888 bis 1911 verheiratet mit der Sopranistin Helene Lieban-Globig (* 31. März 1865 in Charlottenburg bei Berlin; † 22. September 1945 in Berlin-Wilmersdorf).
Seine Brüder waren der Bariton Adalbert Lieban, der Bassist Adolf Lieban und der Bariton Siegmund Lieban.
Liebans Grab befindet sich auf dem Südwestkirchhof Stahnsdorf, wo er neben seinem Bruder Adalbert ruht.
Zahlreiche Aufnahmen, zunächst auf Lieban Phonographenwalzen (Berlin 1901) und Edison Walzen (Berlin 1903), dann auf G&T (Berlin 1903 und 1907, hier in vollständiger "Fledermaus"), Lyrophon (Berlin 1905–06), Odeon (Berlin 1905), Columbia-Walzen (Berlin 1905), Homophon (Berlin 1906), Beka (Berlin 1906), Gramophone (Berlin 1908, 1912 und 1915, hier Dancairo in kompletter "Carmen"), Grammophon (Auszüge aus "Boccaccio" von 1916) und Favorite (Julius Lieban-Quartett 1920).
Aufnahmen seiner ersten Frau Helene Lieban-Globig existieren auf Platten der Marke Odeon (Berlin 1905, Duette mit Oskar Braun) und Beka (Berlin 1906, Duett mit Julius Lieban).

## Schüler
- Albert Reiß